# Maria Palaiologina

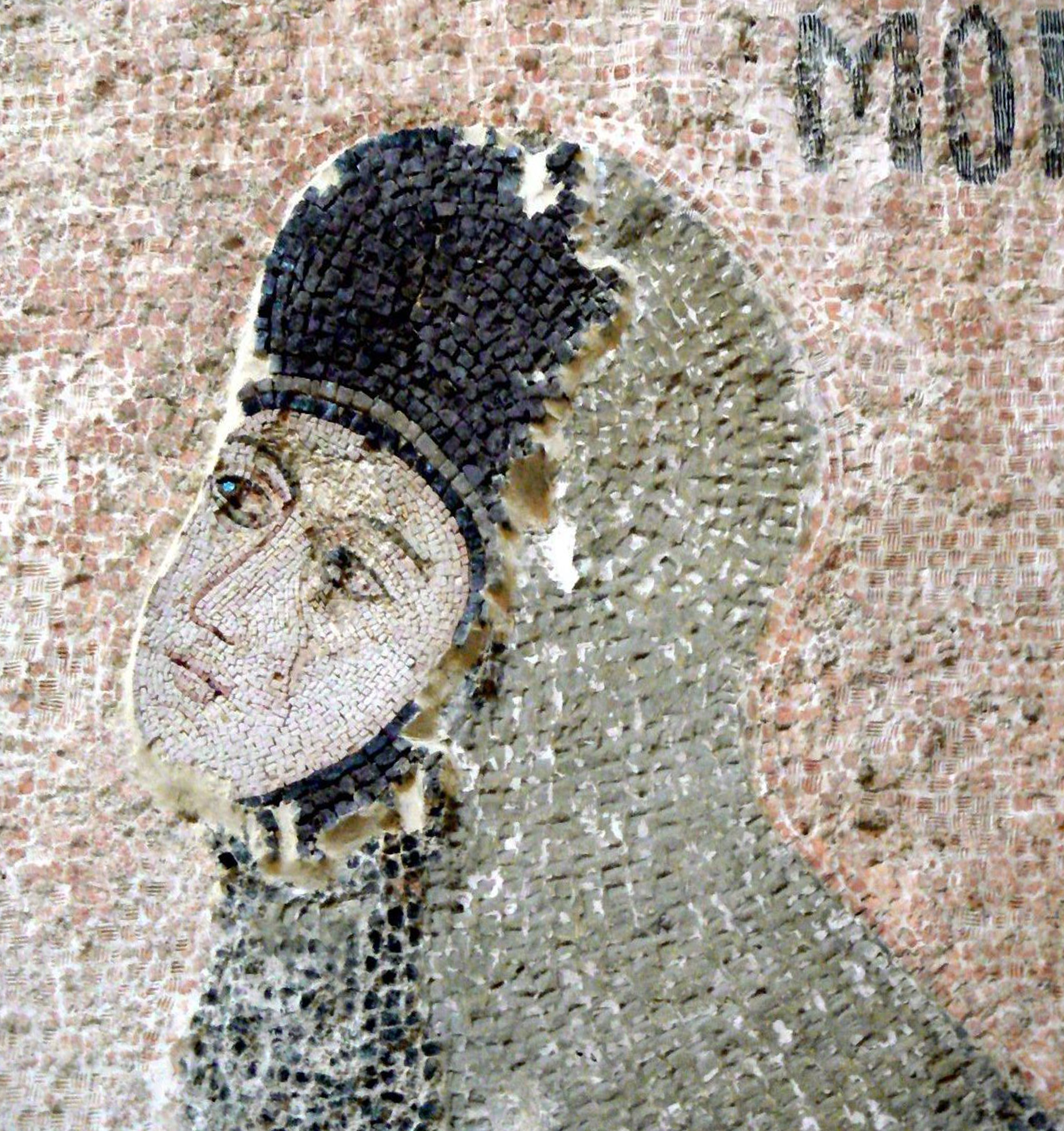
Bild von Maria Palaiologina in der ehemaligen Chora-Kirche in Istambul

 Maria Palaiologina „Mouchliotissa“ (griechisch: Μαρία Παλαιολογίνα) (* um 1250; † nach 1307) war eine außereheliche Tochter von Michael VIII. Palaiologos, Kaiser des Byzantinischen Reiches von 1259 bis 1282. Sie erlebte den Aufstieg ihres Vaters und die Rückeroberung Konstantinopels, die Erneuerung des Reiches, aber auch persönlich dessen Bedrängnis, da ihr Vater Heiratspolitik als Teil seiner Sicherheitspolitik einsetzte und Maria zur Gemahlin von Hülegü Khan bestimmte, dem gefürchteten Herren des Reiches der mongolischen Ilchane, das von Persien bis nach Anatolien reichte.
Da diese Ehe wegen des Ablebens von Khan Hülegü nicht zustande kam, wurde sie 1265 zur Gemahlin von dessen Sohn und Erben Abaqa Khan. In den fünfzehn Jahren, die sie am Hof Abagas verbrachte, bewährte sich Maria Palaiologina als diskrete Ratgeberin, politisch als Fürsprecherin einer Allianz mit Byzanz und dem Westen gegen die expandierenden Mameluken und religiös als Schutzherrin der christlichen Gemeinschaften und Untertanen des Reiches.
Als Witwe wieder in Konstantinopel zog sie sich von der Politik zurück, widmete sich religiösen Aufgaben und stiftete dort unter anderem Kirche und Kloster Theotokos Mouchliotissa (Maria von den Mongolen).
Ihr Halbbruder, Kaiser Andronikos II., der ab 1282 regierte, setzte Maria jedoch 1307 neuerlich für eine sicherheitspolitische Mission ein: Diesmal zur Abwehr der expandierenden osmanischen Türken, wobei auch eine weitere Ehe mit einem mongolischen Fürsten geplant war, die jedoch nach dem Scheitern der Verhandlungen mit Sultan Osman I. nicht mehr zustande kam. Zurück in Konstantinopel zog sie sich als Nonne in das von ihr gegründete Kloster zurück, wo sie später verstarb.
Bis heute überlebte ihr Bildnis und die von ihr gestiftete Kirche, die ihr zu Ehren Theotokos Mouchliotissa („Maria von den Mongolen“) genannt wurde und als einzige in Istanbul der Islamisierung entging. Auch ihre Ehe wirkt noch nach, da ihre Geschwister und deren Nachkommen bis heute gleichsam zur Schwägerschaft der mongolischen Ilchane zählen.

## Herkunft

Der byzantinische Reichsadler

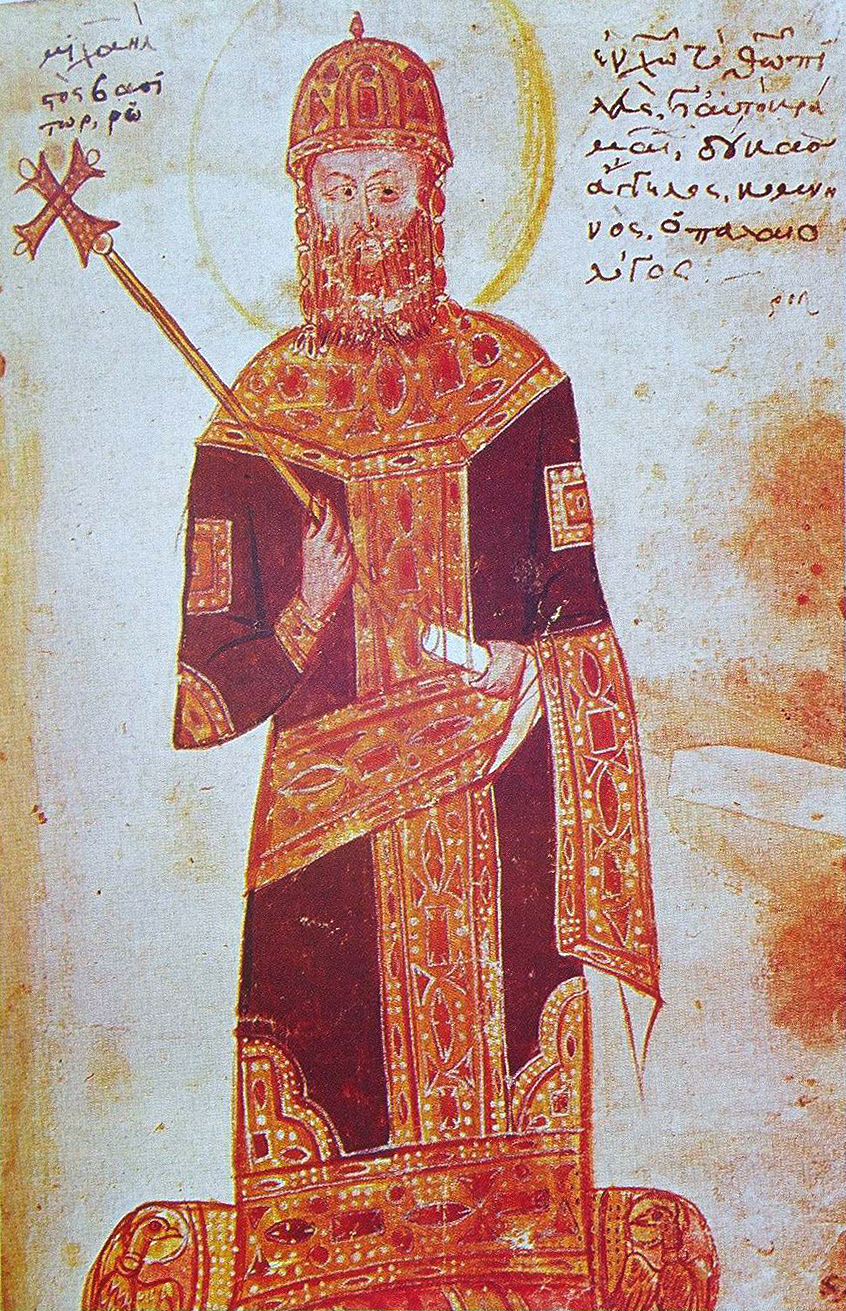
Kaiser Michael VIII. Palaiologos, Marias Vater

Maria stammte aus dem bedeutenden byzantinischen Adelsgeschlecht der Palaiologen, das seit dem 11. Jahrhundert zu den führenden Familien der byzantinischen Militäraristokratie zählte. Ihr Vorfahre Nikephoros Palaiologos war um 1078 unter Kaiser Nikephoros III. Botaneiates General und Dux (Gouverneur) des Thema Mesopotamien und fiel am 18. Oktober 1081 bei Durazzo im Kampf gegen die Normannen unter Robert Guiscard, Herzog von Apulien und Kalabrien (1059–1085).
Marias väterlicher Großvater Andronikos Dukas Komnenos Palaiologos war gleichfalls General und Megas Domestikos (Oberkommandierender der byzantinischen Streitkräfte), 1246 Gouverneur von Thessaloniki und starb 1248/52 als Mönch Arsenios. Durch ihre väterliche Großmutter – eine Cousine ihres Großvaters – Theodora Komnene Palaiologina, einer Tochter des Despotes Alexios Komnenos Palaiologos, und der Irene Angelina, war Maria eine Nachkommin des Kaisers Alexios III. Angelos († 1211) der von 1195 bis 1203 regierte.
Marias Vater Michael VIII. Palaiologos, genannt Michael Dukas Komnenos Palaiologos, (* 1224/25, † 1282) kam durch seine Ehe mit Theodora Dukaina Komnene Batatzaina (* 1240; † 1303), Tochter des Johannes Dukas Batatzes († 1240), in Schwägerschaft mit der im Exil in Nizäa regierenden Dynastie der Laskariden aus der Familie Batatzes.
Maria stammte jedoch nicht aus dieser Ehe, sondern aus einer außerehelichen Beziehung ihres Vaters mit einer Hofdame, von der nur der Familienname Diplobatatzina bekannt ist, die daher sowohl väterlicherseits wie auch mütterlicherseits aus dem byzantinischen Adelsgeschlecht der Batatzes abstammte. Wie diese mit Johannes III. Dukas Batatzes verwandt ist, der 1222 als Johannes III. seinem Schwiegervater Theodor I. Laskaris als Kaiser von Byzanz in Nikaia nachfolgte, ist nicht bekannt.

## Leben

### Hintergrund
Maria Palaiologina wurde zu einer Zeit geboren, in der das etwa fünfzig Jahre nach der Eroberung von Konstantinopel durch den Vierten Kreuzzug im Jahre 1204 und der Errichtung des Lateinischen Kaiserreiches auf wesentlichen Teilen des byzantinischen Territoriums in Europa geboren, als das Byzantinische Reich auch durch Abspaltung wichtiger Territorien, wie des Despotats Epirus und des Kaiserreiches Trapezunt, nur knapp dem Untergang entgangen war.
Kaiser Konstantin (XI.) Laskaris († 1205) hatte 1204 nach seiner Flucht aus Konstantinopel in der Provinz Bursa einen Nachfolgestaat des Byzantinischen Reiches gegründet, der nach der regionalen Hauptstadt Nikaia, Nicäa (heute: Iznik in der Türkei) als Kaiserreich Nikaia bezeichnet wurde. Dieses Teilreich beschränkte sich auf Nordwest-Kleinasien und umfasste Teile von Thrakien und Bithynien.
Kaiser aus dem Haus der Laskariden hatten in der Folge diesen kleinen Staat konsolidiert. Eine Entwicklung, die im August 1258 durch den Tod von Kaiser Theodor II. Laskaris in Frage gestellt wurde, da dessen Sohn und Nachfolger Johannes IV. Laskaris noch in kindlichem Alter war.
Diese Problematik war jedoch die Grundlage des Aufstieges von Marias Familie, da ihr Vater, Michael VIII. Palaiologos, damals der angesehenste Feldherr des Reiches, 1258 in Nikaia zur Unterstützung des minderjährigen Kaisers Johannes IV. zum Mitkaiser erhoben wurde.

### Jugend

Aufteilung des byzantinischen Reichsgebietes nach 1204

Maria Palaiologina, die um 1250 als außereheliche Tochter ihres Vaters geboren wurde, wuchs mit einer anderen außerehelichen Schwester Euphrosine Palaiologina, sowie – in gewisser Distanz – mit ihren sieben Halbgeschwistern aus der Ehe ihres Vaters mit Theodora Paläiologina (eigentlich Theodora Vatatzaina) einer Großnichte des Kaisers Johannes III. Dukas Vatatzes in der temporären Hauptstadt des Reiches Nikaia in der Provinz Bursa auf.

#### Tochter eines Kaisers
Eine entscheidende Wende ergab sich 1259 durch den Tod von Kaiser Theodor II. Dukas Laskaris Batatzes (1254–1258), da ihr Vater Michael Palaiologos als Michael VIII. zum Regenten und Mitkaiser des achtjährigen Kaisers Johannes IV. Dukas Laskaris Batatzes bestellt wurde.
Für die damals achtjährige Maria Palaiologina war die Krönung ihres Vaters, die am 1. Jänner 1259 im Nymphaion der Residenz der Kaiser von Nikaia im heutigen Landkreis Kemalpaşa stattfand, zweifellos ein prägendes Ereignis, da sich dadurch auch ihr eigener Status zu dem einer (außerehelichen) Tochter des Kaisers von Byzanz wesentlich erhöhte.
Kaiser Michael VIII. war aber nicht der einzige, der sich als künftiger Herrscher des Byzantinischen Reiches sah. Ganz ähnliche Gedanken hegte auch Michael II. Angelos (* 1205; † 1266/68) der Despot von Epirus, der dazu eine Koalition mit dem König von Sizilien, Manfred von Hohenstaufen († 1266), und dem Fürsten von Achaia in Südgriechenland, Wilhelm II. von Villehardouin († 1278), gebildet hatte. Im September 1259 kam es westlich von Thessalonike zur Schlacht bei Pelagonia, in der Marias Onkel Johannes Dukas Palaiologos mit den Truppen von Nizäa siegreich blieb.
Damit rückte der 50 Jahre alte Traum, die Rückeroberung der historischen Reichshauptstadt Konstantinopel, für Kaiser Michael VIII. und wohl auch für seine Familie in den Vordergrund der Bemühungen.

#### In Konstantinopel

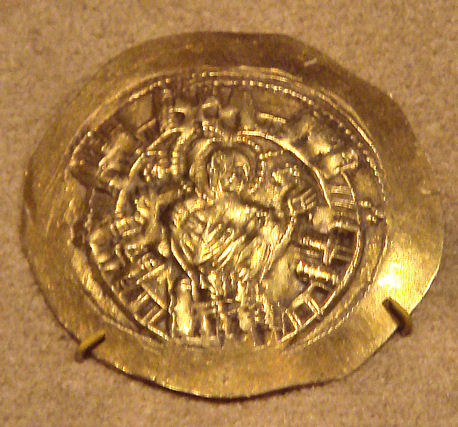
Münze von Kaiser Michael VIII. aus Anlass der Rückeroberung von Konstantinopel: Die Jungfrau Maria über den Mauern von Konstantinopel

Als etwa elfjähriges Mädchen erlebte Maria die Verwirklichung dieses Traumes, da es durch einen Zufall – Abwesenheit der gegnerischen Streitkräfte – dem Feldherren von Marias Vater Alexios Strategopoulos am 25. Juli 1261 gelang, die alte byzantinische Hauptstadt Konstantinopel – die seit 1204 Hauptstadt des Lateinischen Kaiserreiches war – zurückzuerobern. Der „Lateinische Kaiser“ Balduin II. aus dem Haus Frankreich-Courtenay (ein Urenkel des Königs Ludwig VI. von Frankreich aus dem Haus der Capetinger), der seit 1228 das Lateinische Kaiserreich regiert hatte, rettete sich durch die Flucht. Damit endete das 1204 gegründete Lateinische Kaiserreich während zugleich das Byzantinische Reich durch Marias Vater sein angestammtes Zentrum zurückgewann.
Ein Höhepunkt in Marias Leben war daher zweifellos der am 15. August 1261 erfolgte feierliche Einzug ihres Vaters in die wiedergewonnene Hauptstadt Konstantinopel und in den historischen Kaiserpalast am Bosporus, sowie dessen anschließende feierliche Krönung in der altehrwürdigen Kathedrale Hagia Sophia durch den Patriarchen Arsenios Autoreianos, als Michael VIII. zum Kaiser des erneuerten Byzantinischen Reiches. Der byzantinischen Tradition folgend nahm er den Familiennamen Dukas Komnenos Palaiologos an, um damit seinen Thronanspruch durch die verwandtschaftlichen Beziehungen zu vorangegangenen Kaiserdynastien zu unterstreichen.
In der Folge wurde die Stadt erneuert, Wirtschaft und Bevölkerung wuchsen, während in den Kirchen lateinische Rituale durch griechisch-byzantinische ersetzt und die orthodoxen Kirchen renoviert wurden.
Da Venedig mit den Lateinern verbündet war, wurde das Venezianische Viertel zerstört und auch gefangene Venezianer geblendet, ein Schicksal, dem Niccolò Polo – der der Vater des Weltreisenden Marco Polo durch rechtzeitige Abreise entging. Nunmehr übernahm Genua die Rolle Venedigs.
Niemand konnte damals ahnen, dass damit eine Dynastie gegründet wurde, die fast 200 Jahre lang – bis zum Fall Konstantinopels im Jahre 1453 – regieren würde.

#### Gefahren für die Dynastie

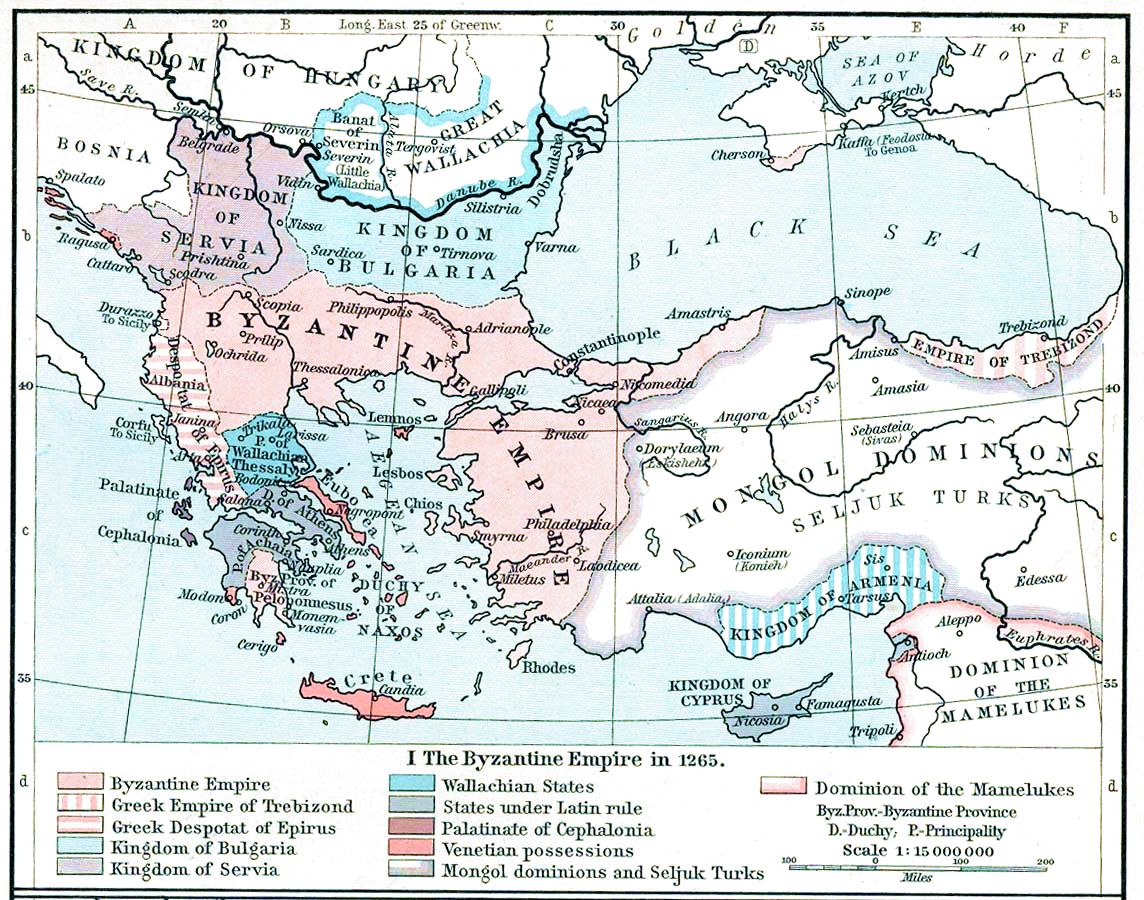
Das wieder errichtete Byzantinische Reich im Jahre 1265

Bereits unmittelbar nach der Krönung sah sich Marias Vater Kaiser Michael VIII. innen- wie außenpolitisch einer Vielzahl von Herausforderungen gegenüber, die seine Herrschaft in Frage stellten und die teils auch direkte Auswirkungen auf das Leben seiner Tochter Maria Palaiologina haben sollten.

##### Bedrohung von Innen
Die Alleinherrschaft von Marias Vater beruhte nicht nur auf dem glücklichen Handstreich seiner Truppen in Konstantinopel, sondern auch auf einer bösen Tat, da Kaiser Michael VIII. den rechtmäßigen Kaiser – den kindlichen Johannes IV. Laskaris – mit dem er seit 1258 gemeinsam in Nikaia regiert hatte, regierungsunfähig machte, indem er ihn 1261 blenden und in einer Burg am Schwarzen Meer gefangen halten ließ. Dies führte zu einer massiven Opposition der Anhänger des Hauses Laskaris und 1262 zur Exkommunikation ihres Vaters durch den Patriarchen von Konstantinopel, Arsenios Autoreianos, der ihn ein Jahr zuvor gekrönt hatte.
Kaiser Michael schlug zurück, indem er den Patriarchen 1265 durch eine Synode absetzen und Joseph I. Galesiotes († 1283), einen Mann seines Vertrauens, als Patriarchen einsetzen ließ, was zu einer jahrzehntelangen Kirchenspaltung zwischen den Arseniten – den Anhängern des alten Patriarchen – und den Josephiten – den Anhängern des neuen Patriarchen – führte.
Maria war davon von diesen Ereignissen zweifellos auch persönlich betroffen. Dies, da der geblendete kindliche Kaiser Johannes IV. Laskaris ihr zweifellos seit Jahren bestens bekannt und darüber hinaus auch im gleichen Alter wie sie selbst war. Andererseits traf die Tatsache, dass ihr Vater sich die Krone durch ein Verbrechen angeeignet hatte, das weit über die Anhänger der Laskariden hinaus in der Bevölkerung Abscheu und Empörung hervorrief und zu der beschämenden Exkommunikation ihres Vaters des Kaisers durch den Patriarchen Arsenios führte, die ganze Familie als schwerer Schlag.

##### Bedrohung von außen
Noch vielfältiger waren die außenpolitischen Herausforderungen denen sich Kaiser Michael VIII. gegenübersah, bei deren Entschärfung seine Heiratspolitik und damit auch seine Tochter Maria Palaiologina eine Rolle spielte.

###### Bedrohung aus dem Westen
Neben Spannungen mit dem expandierenden Königreich Raszien der Serben unter Stefan Uroš I. (1243–1276) und mit Bulgarien unter Zar Konstantin Tich Assen (1257–1277) war die Herrschaft ihres Vaters durch den vertriebenen Lateinischen Kaiser Balduin II. bedroht, der ab 1261 bemüht war, Verbündete für die Rückeroberung des Lateinischen Kaiserreiches zu gewinnen. Schließlich gelang es diesem sich am 27. Mai 1267 in Viterbo mit Karl I. von Anjou, König von Sizilien, Wilhelm II. von Villehardouin, dem Fürsten von Achaia († 1278), mit Stefan Uros I. Nemanjic dem König aller Serben (1243–1276) – dem Kaiser Michael VIII. 1266 vergeblich eine seiner Töchter als Ehefrau angeboten hatte – und mit Konstantin Tich Assen, dem Zaren von Bulgarien (1257–1277) zu einer mächtigen antibyzantinischen Allianz zu verbünden, die einen Kreuzzug zur Rückeroberung von Konstantinopel und zur Erneuerung des Lateinischen Kaiserreiches plante.
Marias Vater, eingedenk seiner beschränkten militärischen Möglichkeiten, versuchte sich dieser massiven militärischen Bedrohung durch ein riskantes Ausweichmanöver zu entziehen, indem er sich zur allgemeinen Überraschung bereit erklärte, das seit 1054 bestehende Morgenländische Schisma durch eine Union der Orthodoxen Kirche mit der Katholischen Kirche zu beenden.
Dieser Schachzug war nach außen hin erfolgreich, da Papst Clemens IV. (Gui Foucois) (1265–1268) nicht an den expansiven Plänen von König Karl I. von Sizilien, hingegen sehr daran interessiert war, das „griechische Schisma“ zu beseitigen und daher bereitwillig auf dieses Angebot einging. Der geplante Kreuzzug gegen Byzanz brach daher zusammen, da er sein religiöses Hauptmotiv und damit den Segen des Papstes verlor. Im Inneren des Byzantinischen Reiches stieß dieser „Verrat“ am Prinzip der Rechtgläubigkeit und der Unabhängigkeit der Orthodoxen Kirche hingegen auf schärfsten Widerstand der Orthodoxen Kirche und der Gläubigen. Der Kaiser konnte schließlich die Ablehnung der Kirchenunion nur dadurch überwinden, indem er den von ihm zuvor eingesetzten Patriarchen Joseph absetzen und durch den gefügigeren Joannes Bekos als Patriarchen ersetzen ließ.
Nicht überliefert ist, wie die kaiserliche Familie und damit wie Maria Palaiologina auf diese Preisgabe einer Jahrhunderte alten religiösen Tradition und die „Unterwerfung“ der Orthodoxen unter die Katholische Kirche reagierte. Als fromme orthodoxe Gläubige, als Klostergründerin und spätere Nonne ist jedoch anzunehmen, dass Maria ebenso wie auch die große Mehrheit der Bevölkerung diesen Schritt innerlich ablehnte, ihn jedoch als gehorsame Tochter als außenpolitische Notwendigkeit zur Sicherung des Reiches akzeptieren musste. Erleichtert wurde dies durch den Umstand, dass diese Ankündigung vorerst ohne Konsequenzen blieb, denn erst Jahre später – 1274 – wurde unter Papst Gregor X. (Tebaldo Visconti) (1271–1276) auf dem Zweiten Konzil von Lyon tatsächlich die Union der beiden Kirchen feierlich verkündet.

###### Bedrohung aus dem Osten
Eine Reihe von Gefahren bedrohte das Byzantinischen Reich aus dem Osten: Direkt war die Konfrontation mit den Mamelucken von Ägypten, die am 3. September 1260 erstmals einer mongolischen Armee in der Schlacht bei Ain Dschalut in Palästina nahe Akkon eine Niederlage zufügen konnten.
Eine große Bedrohung stellte das von Dschingis Khan gegründete Mongolische Reich das unter dessen Enkeln seine größte Ausdehnung erreichte und von China bis Osteuropa und zum Nahen Osten reichte.
Nach der Aufteilung des mongolischen Reiches unter den Enkeln des Dschingis Khan waren die beiden westlichen mongolischen Teilreiche für Byzanz eine latente Bedrohung: Das Reich der Ilchane unter Hulagu, das wie ein Sturm das Reich der Choresm-Schahs und damit Choresmien, den Iran, Transoxanien und Afghanistan, 1243 das Sultanat der Rum-Seldschuken sowie 1258 Bagdad erobert und damit das seit 751 bestehende Kalifat der Abbasiden sowie um 1260 das Sultanat der Dynastie der Ayyubiden in Syrien zerschlagen und erobert hatte, und sich über Mesopotamien bis nach Anatolien und damit bis an die Grenzen des Byzantinischen Reiches erstreckte, und das weiter nördlich gelegene Reich der Goldenen Horde das große Teile Russlands und Osteuropas umfasste.

##### Heiratspolitik als Sicherheitspolitik
Von diesen Bedrohungen war Maria ebenso wie ihre Geschwister durch die Taktik ihres Vaters Kaiser Michael VIII. direkt betroffen, da er – auf allen Seiten von potentiellen Feinden umgeben – angesichts seiner beschränkten militärischen Möglichkeiten die Heiratspolitik zum Instrument seiner Sicherheitspolitik machte, und dafür seine sieben ehelichen und seine zwei außerehelichen Kinder einsetzte.

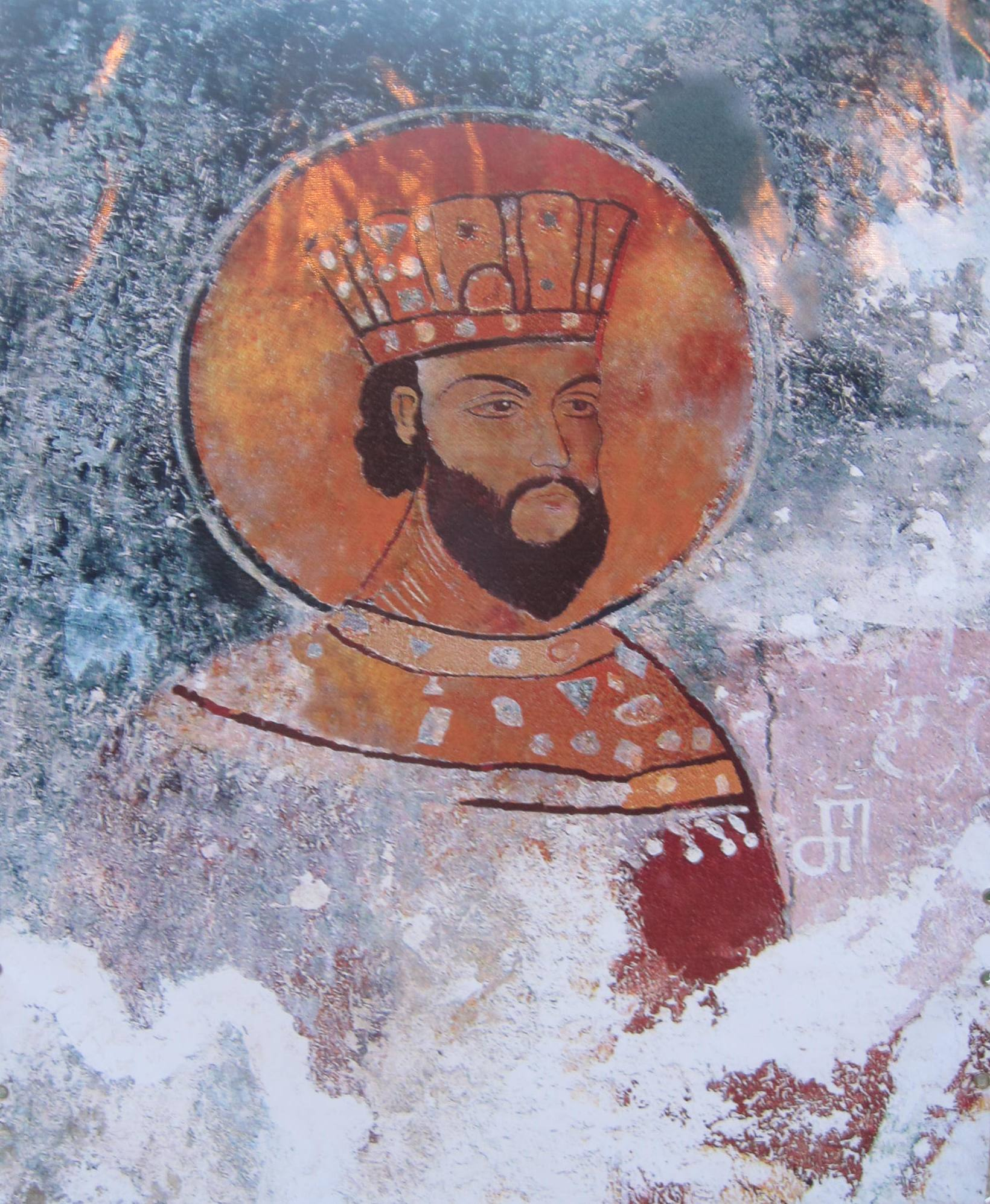
David VI Narin, ein seldschukischer Prinz und König von Georgien, ein Schwager der Maria Palaiologina

So verheiratete er 1277/78 seine älteste Tochter Irene (* 1255/58, † v. 1328), mit dem bulgarischen Zaren Iwan Assen III. Mytzes († vor 1302), seine zweite Tochter Anna († 1299/1300), die um 1267/67 mit Stefan Uroš II. Milutin König der Serbien († 1321 am Amselfeld) verlobt worden war, um 1278 mit Demetrios (später Michael) Angelos, einem Sohn von Michael II. Angelos, der von 1230 bis 1266 als Despot von Epirus regierte. Kaiser Michael VIII. verheiratete seine dritte Tochter Theodora 1254 mit David VI. Narin einem seldschukischen Prinzen, der durch seine Mutter Königin Rusudan von Georgien, von 1245 bis 1259 als König von Georgien und 1259 bis 1293 als König von Imeretien (Westgeorgien) regierte. Seine vierte Tochter Eudokia (* um 1265, † 1301) bestimmte er 1282 zur Ehefrau von Johannes II. Megas Komnenos, der von 1280 bis 1284 und von 1285 bis 1297 das Kaiserreich Trapezunt regierte. Als Witwe weigerte sie sich jedoch eine weitere politische Ehe „in der barbarischen Wildnis Serbiens“ mit Stefan Uroš II. Milutin König von Raszien (Teil des späteren Serbien) (1282–1321) einzugehen

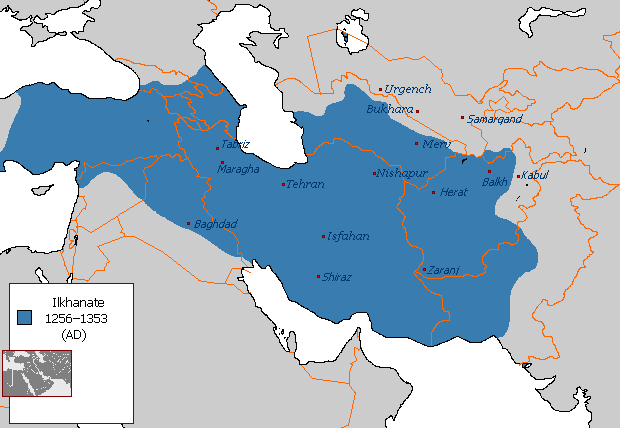
Das Reich der Ilchane 1256–1353

Für seine beiden außerehelichen Töchter sah Kaiser Michael VIII. Kaiser Michael VIII. die schwierigste und vielleicht wichtigste Aufgabe vor: sie sollten die drohende Gefahr einer mongolischen Invasion sowohl von Norden, wie von Osten bannen. Daher bestimmte er Maria Palaiologina zur Gemahlin von Hülegü († 1265) dem Herrscher des Mongolenreiches der Il-Khane, das Persien, Mesopotamien, sowie große Teile von Zentralasien und insbesondere auch Teile von Anatolien umfasste, daher in direkter Nachbarschaft zum Byzantinischen Reich stand.
Seine zweite außereheliche Tochter Euphrosine (Irene) Palaiologina wurde zugleich zur Ehefrau von Nogai Khan († 1299) bestimmt, dem Herrscher des Reiches der Goldene Horde, das von Westsibirien bis Osteuropa reichte.

### Maria Braut des Ilchans Hülegü

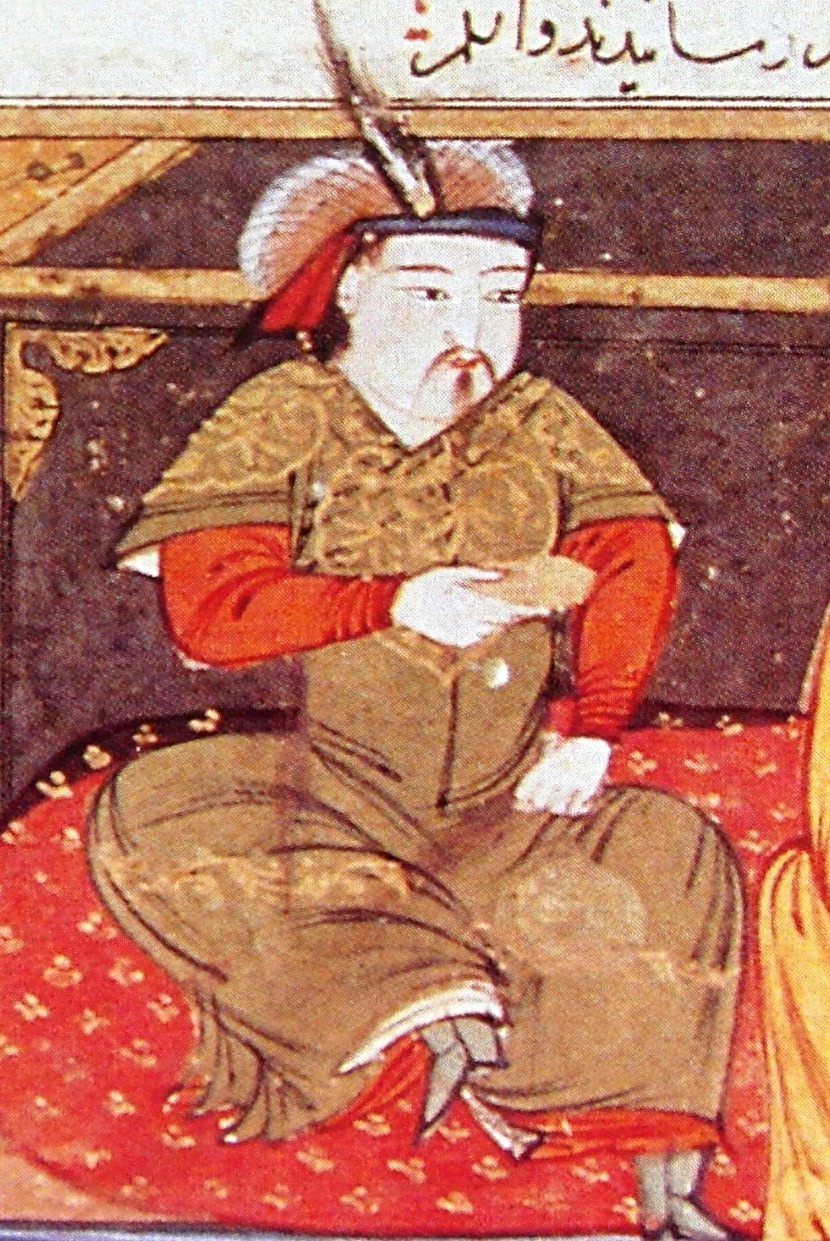
Hulagu Khan

Diplomatische Kontakte mit dem Hof des Ilchans Hulagu – einem der Enkel des Dschingis Khan und Bruder des Großkhans Möngke Khan (1251–1259) – ergaben, dass dort Interesse an einer Allianz mit der Dynastie der Palaiologen bestand, wobei dazu neben militärischen Überlegungen auch die Tatsache beigetragen haben mag, dass die Mutter Hülegüs Sorkhatani Beki († 1252) eine politisch einflussreiche nestorianische Christin war. Es wurde daher die Ehe zwischen Maria Palaiologina und dem Ilchan förmlich vereinbart. Auf beiden Seiten bestanden dabei gewisse Vorbehalte. Auf byzantinischer Seite schickte man nicht eine ehelich oder gar „purpurgeborene“ Prinzessin, sondern eine außereheliche Tochter des Kaisers mit einer Konkubine. Auf Seiten der Mongolen kam dieser Verbindung gleichfalls nur beschränkte Bedeutung zu, da Hülegü bereits 14 Ehefrauen – darunter seine Hauptfrau, die christliche keraitische Prinzessin Doquz-Chatun († 1265) – hatte, wodurch der allfällige politische Einfluss einer 15. Gemahlin jedenfalls überschaubar blieb.
Für Maria Palaiologina – damals etwa 14 Jahre alt – war die Vorstellung, einen dreifach älteren Mann zu heiraten, der weltweit zu den gefürchtetsten Gewaltherrschern und Eroberern zählte, der 1257 die Assassinen in Persien vernichtet hatte, 1258 das viele Jahrhunderte alte islamische Kalifat der Abbassiden in Bagdad und das Reich der Ayyubiden in Syrien zerschlagen, hunderttausend Menschen hatte töten lassen und bereits über 14 Ehefrauen verfügte, wohl ziemlich abschreckend.
Aber Maria fügte sich der Staatsräson und begab zu Beginn des Jahres 1265 auf die lange Reise in das ferne Persien, um ihren künftigen Gemahl in dessen Residenz nahe von Täbris in Ost-Aserbaidschan (heute im Iran) zu treffen. Begleitet wurde sie von einer umfangreichen Gesandtschaft unter der Leitung des Patriarchen Euthymius I. von Antiochien (im Exil in Konstantinopel), der unter anderen auch Theodosius de Villehardouin, der Abt des Pantokratorklosters in Konstantinopel (heute die Zeyrek-Moschee) angehörte, der von 1275 bis 1283/84 als Theodosius V. als Patriarch von Antiochia wirkte und ein Bruder von Wilhelm II. von Villehardouin war, der von 1246 bis 1278 als letzter Fürst von Achaia regierte.
Unterwegs traf bei der Reisegruppe in Caesarea die Nachricht ein, dass der königliche Bräutigam Marias, Hülegü – Khan, am 8. Februar 1265 in seiner Residenzstadt Maragha nahe bei Täbris verstorben sei.

### Gemahlin des Ilchans Abaqa

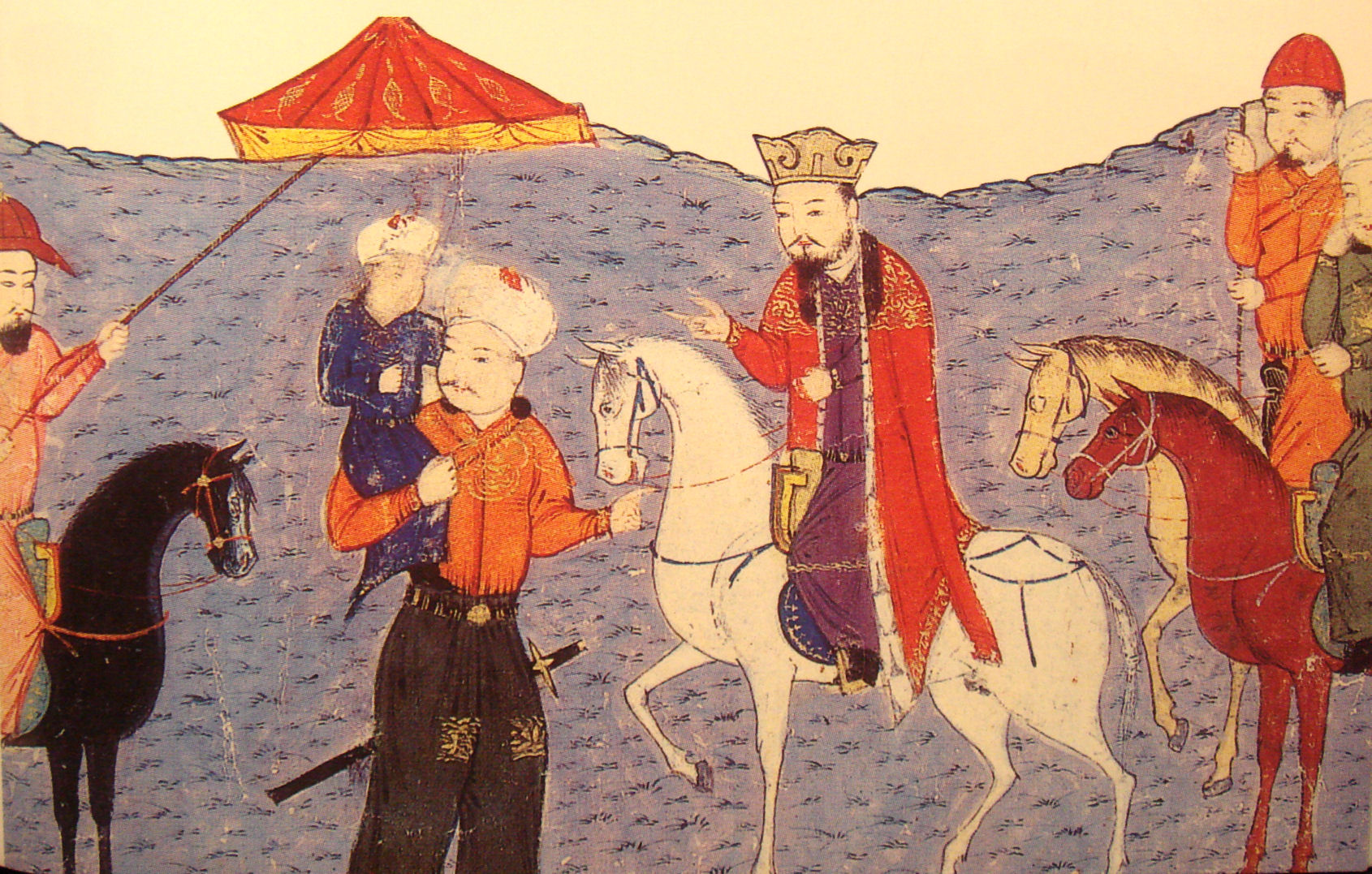
AbaqaOnHorseArghunStandingGhazanAsAChild

Angesichts der politischen Bedeutung einer Allianz mit den Herrschern des Ilchanats wurde entschieden, die Reise fortzusetzen und einen alternativen mongolischen Ehepartner zu finden. Als solcher bot sich Hülegüs Sohn und Erbe, der neue Ilchan Abaqa (* 1234, † 1282) an, der der Verbindung zustimmte und sich aus Entgegenkommen zu Marias religiösen Überzeugungen 1265 vor der Eheschließung christlich taufen ließ.
Einige unter Abaqa geprägte Münzen zeigen das christliche Kreuz und in arabischer Schrift die Legende „Im Namen des Vaters, des Sohnes und des Heiligen Geistes, des einzigen Gottes“. Am Hof des Ikchans wurde Maria Palaiologina Despina Khatun genannt.
Bedeutende Ereignisse für Maria waren zweifellos die Krönungen ihres Gemahls Abaqa, der am 19. Juni 1265 in Tuzlu Gol und definitiv in Jaghatu in Afghanistan am 18. November 1270 inthronisiert wurde, nachdem dazu die Zustimmung des Großkhans der Mongolen Kublai Khan († 1294) eingelangt war.
Abaqa heiratete der mongolischen Tradizion entsprechend im selben Jahr auch noch zwei der Witwen seines Vaters – seine Stiefmütter – Oljai Khatun und Tuqtani Kahatun.
Maria Palaiologina war daher neben Dorji Khatun, der Hauptfrau, nur eine von insgesamt 16 Ehefrauen Abaqas.

#### Politischer Einfluss
Da Maria keine Kinder gebar, konnte sie die sonst unvermeidlichen Hofintrigen um die Frage der Thronfolge zu vermeiden und durch ihre Persönlichkeit, Bildung und Zurückhaltung das Vertrauen Abaqas als Beraterin zu gewinnen.
Aber auch im Reich der Ilchane gab es außenpolitische Bedrohungen.
Bereits kurz nach ihrer Eheschließung war das Ilchanat in militärische Konflikte mit anderen Mongolenherrschern verwickelt. So versuchten die Vettern Abaqas von der Goldenen Horde nach dem Tod von Khan Hülagü das Ilchanat zu annektieren. Im Jahre 1266 erfolgte daher ein Angriff der Armee von Berke Khan, dem Khan der Goldenen Horde. Dies, da er 1252 zum Islam konvertiert und über die Tötung des Kalifen von Bagdad, Al-Mustasim durch Hulägü empört war und sich daher mit den muslimischen Mameluken in Ägypten gegen das Ilchanat verbündet hatte. Dieser bedrohliche Angriff wurde jedoch 1267 durch das Ableben von Berke-Khan abgebrochen.
Im Jahre 1270 versuchte Khan Boraq (1266–1271) aus dem Haus der Dschingisiden, der Herrscher des Tschagatai-Khanats (heute etwa Usbekistan, Kirgistan, Nord-Afghanistan und die chinesische Region Xinjiang) den Iran zu annektieren. Er besetzte die Provinzen Merv und Nishapur, bis Khan Abagha dessen Armee in einer Schlacht bei Herat vernichtete.
Von direktem Interesse für Maria als Tochter des Kaisers von Byzanz war die Konfrontation des Ilkhanats mit den Mameluken, da diese alle christlichen Staaten der Region bedrohten, das sich der bedeutenden Sultan Baibars als Vorkämpfer des Islam sah, Ägypten später auch Syrien beherrschte, das christliche Fürstentum Antiochia – ein mongolisches Protektorat – eroberte und seine Kontrolle auch über das Heilige Land ausweitete.
Abagha war daher an einem gemeinsamen Vorgehen mit dem Westen interessiert, weshalb er eine Annäherung an Byzanz und an den Westen suchte. Wohl auch unter dem Einfluss seiner Gemahlin Maria Palaiologina, die sich der gleichzeitigen Bedrohung des Byzantinischen Reiches durch die Mameluken bewusst war, versuchte Abagha Khan gegen diese Bedrohung eine Allianz des Ilchanats mit dem christlichen Westen – d. h., sowohl mit seinem orthodoxen Schwiegervater Kaiser Michael VIII., von Byzanz, als auch mit dem „lateinischen“ Westen, zustande zu bringen. Dazu korrespondierte er mit Papst Klemens IV. (1267–1268), König Jakob I. von Aragon, der 1267 James Alaric als Gesandten schickte, um den künftigen Kreuzzug von Aragon und Frankreich anzukündigen.
Michael VIII. sandte Gesandtschaften zu Papst Gregor X. und zu König Eduard I. von England und bot König Ludwig IX. von Frankreich militärische Unterstützung bei einem Kreuzzug in Palästina an. Auch half er durch einen Gefangenenaustausch Leon III. († 1289), den Sohn des Königs von Kleinarmenien Hethum I. zu befreien.
Nach dem Tod seines Vaters Hethum I. reiste Leo als dessen Nachfolger 12701 zu Khan Abagha, um von diesem die Bestätigung als König von Armenien zu erhalten. Maria hatte daher wohl Gelegenheit den armenischen König Leon III. zu begegnen.
Dieses Streben von Khan Abagha nach Kooperation stärkte in Europa die Bereitschaft zu einem Kreuzzug. König Ludwig IX. (später: der Heilige) von Frankreich brach 1270 zum Kreuzzug auf, wandte sich jedoch statt nach Palästina nach Tunesien, wo er verstarb. König Eduard I. brach 1271 auf, um das gefährdete Königreich Jerusalem und dessen Hauptstadt Akkon zu schützen. Abaqha, der selbst durch Kämpfe in Turkestan gebunden war sandte König Eduard I. zur Unterstützung seines Kreuzzuges eine mongolische Armee von 10.000 Reitern, die jedoch wegen der Übermacht der Mameluken das Scheitern dieses Kreuzzuges nicht verhindern konnte.
Abagha wandte sich 1273 neuerlich an König Eduard I. von England und an Papst Gregor X. und schickte 1274 zu dem Zweiten Konzil von Lyon eine Gesandtschaft um ein gemeinsames Vorgehen gegen die muslimischen Mameluken zu erreichen. Diese Bemühungen blieben allerdings vergeblich. Die Mameluken konnten daher 1275 das christliche Königreich der Armenier in Kilikien vernichten und im Sultanat der Seldschuken intervenieren, die beide als Vasallen dem Ilkhanat unterstanden. Schließlich kam es am 30. Oktober 1281 bei Homs zur Schlacht der Streitkräfte Abaqhas mit der Armee der Mameluken unter Sultan Qalawun, bei der die mongolische Armee unter dem Kommando von Prinz Mangu Timur – einem Schwager Marias – eine schwere Niederlage erlitt.
Wie groß der tatsächliche Einfluss Marias auf diese Bemühungen von Khan Abagha war, eine Allianz mit dem christlichen Westen gegen die Bedrohung durch die islamischen Mameluken zustande zu bringen ist schwer abzuschätzen, sollte aber nicht vernachlässigt werden, da die Mameluken auch ihre Heimat, das Byzantinische Kaiserreich und dessen christliche Vasallen bedrohten.

#### Religiöser Einfluss
Maria Palaiologina zeichnete sich durch ihr christliches Leben und durch ihren Einfluss auf die religiöse Politik des Ilchanates aus. Sie übernahm 1265 nach dem Ableben von Doquz-Chatun, der christlichen Witwe von Khan Hülagü, deren Rolle als führende Schutzfrau der Christen im Reich der Ilchane. Sie erwarb sich durch ihre Tätigkeit und ihr Wohlwollen den Respekt der Mongolen, die großteils Buddhisten waren aber dem Christentum gegenüber aufgeschlossen waren und die Dankbarkeit der christlichen Gemeinden der der Armenier, der Nestorianer und der Jakobiten, die sie als „Despoina Khatun“ (von griechisch „Δέσποινα“ Herrin) verehrten.
Denkwürdig für sie war wohl der auch der Besuch des neu gewählten Patriarchen der Nestorianischen Kirche, Mar Yahballaha III., der 1281 von China aus Peking die Reise zu ihren Gemahl in dessen Residenz in Tauris in Aserbaidschan unternahm, um von diesem die Investitur zu erhalten. Wohl auch durch ihren Einfluss wurde er dort wie ein Freund empfangen, wobei ihm Khan Abaga seinen eigenen Mantel und seinen Thron schenkte.
Bald darauf verstarb Marias Gemahl Khan Abagha am 1. April 1282.

### Maria als Witwe des Ilchans
Auf Ilchan Abaga folgte am 6. Mai 1282 dessen jüngerer Bruder – und damit Marias Schwager – Tekuder (mongolisch Taghudar) als 3. Ilchan, unter dem es jedoch zu einer entscheidenden politischen Wende kam, da er mit der buddhistisch-christlichen Tradition seiner Familie brach. Er war zwar in seiner Jugend nach dem nestorianischen Ritus auf den Namen Nikolaus christlich getauft worden trat jedoch zum Islam über, nahm als Herrscher den Namen Achmed und den Titel Sultan an und war bemüht, seine mongolischen Untertanen, die vorwiegend buddhistisch oder christlich – Nestorianer oder Jakobiten – waren, zum Islam zu bekehren, führte die Scharia ein und verwandelte Kirchen in Moscheen.
Zwar protestierte die traditionell eingestellte mongolische Opposition gegen diese Wende beim Großkhan Kubilei im fernen Karakorum und sammelte sich um Marias Stiefsohn Arghun (* 1258, † 7. März 1291), der damals Gouverneur der Provinzen Chorasan und Mazandaran war, doch kam es bald zu einem Bürgerkrieg, in dem es um die grundsätzliche Frage ging, ob Persien bei seiner traditionellen Aufgeschlossenheit für christliche Kirchen und für Kooperation mit christlichen Mächten bleiben oder zu einem islamischen Sultanat und Verbündetem der Mameluken werden würde.
Maria, die respektierte und insbesondere von den lokalen christlichen Gemeinden verehrte Witwe von Khan Abagha, inzwischen 32 Jahre alt, hatte keine Kinder geboren, besaß daher kein direktes persönliches Interesse an der Nachfolgefrage. Nach der gängigen mongolischen Praxis wurde ihr angeboten als Witwe des Vorgängers zur Ehefrau des Nachfolgers – und damit ihres Schwagers – zu werden, war daher nicht bereit, der gängigen mongolischen Praxis zu folgen, nach der Witwen des Vorgängers zu Ehefrauen des Nachfolgers werden konnten.
Ein wesentlicher Grund dafür dürfte auch in der gegen Christen gerichtete Politik der Islamisierung des neuen Ilchans gewesen sein. Sie entschloss sich daher nach siebzehnjähriger Ehe und Abwesenheit von ihrer Heimat nach Konstantinopel zurückzukehren.
Sie erlebte daher nicht mehr die nächste politische Wende durch Stiefsohn Arghun, der Tekuder 1284 stürzte und hinrichten ließ, darauf diesem nachfolgte und die Islamisierung des Reiches rückgängig machte und von 1284 bis 1291 als vierter Herrscher der Ilchane regierte.

### In Konstantinopel
Als Maria nach Konstantinopel zurückkehrte, fand sie auch dort eine neue Situation vor, da In demselben Jahr 1282, in dem ihr Gemahl Abagha verstorben war, auch ihr Vater Kaiser Michael VIII. Palaiologos gestorben war, sodass bei ihrer Rückkehr nach Konstantinopel ihr Halbbruder Andronikos II. Palaiologos (* 1259, † 1332) als Kaiser von Byzanz regierte, der als ersten Schritt die von seinem Vater aus politischer Notwendigkeit durchgesetzte Kirchenunion mit den Katholiken aufkündigte.
Obwohl das Byzantinische Reich auch unter ihrem Bruder vielfach in interne wie auswärtige Konflikte verwickelt war, zog sich Maria von der Politik weitgehend zurück. Bald nach ihrer Heimkehr gründete Maria, die man in Konstantinopel Despina Mugulion (Herrin der Mongolen) nannte, in den Jahren 1282 bis 1285 im Stadtviertel Phanar auf den Ruinen einer älteren Kirche, die der Gottesgebärerin (Theotokos Pammakaristos) gewidmet war, die Kirche und das Kloster Theotokos Mouchliotissa (Jungfrau Maria von den Mongolen).

### Diplomatische Mission bei den Osmanen

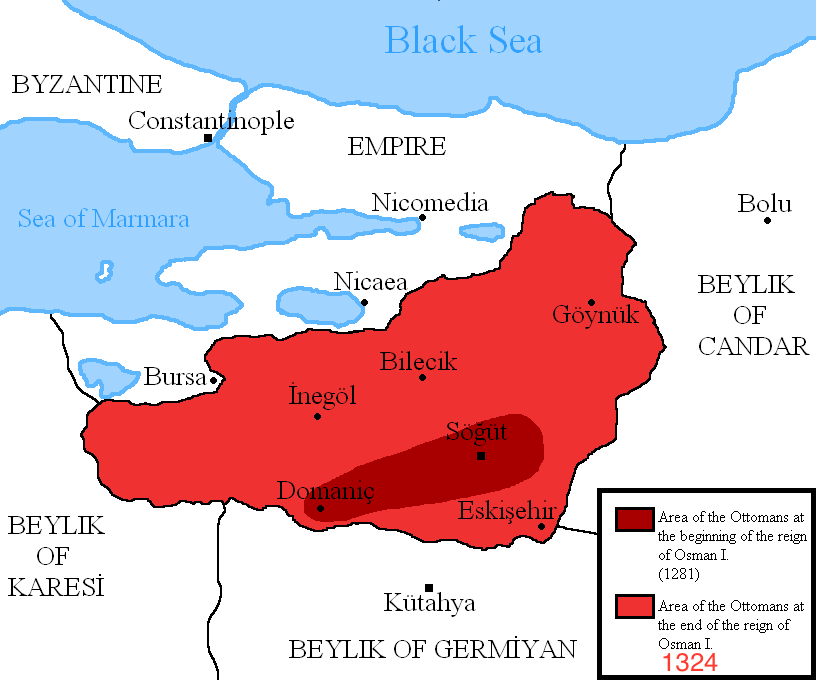
Karte über die Erweiterung des von Osman I. kontrollierten Gebietes

Das ruhige Leben der Maria Palaiologina, als Schwester des Kaisers und ehrwürdige Witwe des Ilchans Abaga, des Herren über ein riesiges Reich mit dem durch sie freundschaftliche Beziehungen bestanden und als angesehene christliche Wohltäterin, wurde Im Jahre 1307 unterbrochen, denn das Byzantinische Reich sah sich neuerlich einer drohenden Gefahr gegenüber, für deren Abwendung ihr Bruder Kaiser Andronikos II. seine Schwester Maria auf Grund ihrer Beziehungen zur Herrscherfamilie der Ikhane einsetzen wollte.
Es ging dabei darum, das bedrohliche Vordringen der osmanischen Türken auf byzantinisches Territorium zu verhindern, die unter ihrem dynamischen Herrscher Osman I. (* 1258, † 1326) Nizäa (heute İznik), die frühere interimistische Hauptstadt des Reiches in der Provinz Bithynien bedrohten. Dabei spielte die mongolische Karte eine wichtige Rolle, da Fürst Osman I. Vasall der Rum-Seldschuken war, die ihrerseits den mongolischen Ilchanen botmäßig waren.
Der byzantinische Plan bestand darin, zuerst zu versuchen, diese akute Bedrohung durch eine zweifache Taktig abzuwenden, indem zunächst diplomatische Mittel eingesetzt wurden, indem Maria Palaiologina – die Stiefmutter des Oberherren der Osmanen – an den Hof der Osmanen entsandt wurde, um diese Frage durch ein persönliches Gespräch mit Sultan Othman zu regeln. Gleichzeitig wurden die Kontakte Marias zum Haus der Ilchane dazu genützt, einen Pakt mit dem Prinzen Öldscheitü aus dem Haus der Ilchane zu schließen, der damals Mesopotamien kontrollierte, wonach dieser gegen ein Eheversprechen mit Maria Palaiologina, erforderlichenfalls Nizäa mit einer mongolischen Armee vor dem Angriff der osmanischen Truppen schützen würde.
Maria übernahm diese wichtige Aufgabe zur Sicherung strategischer Interessen des Reiches und begab sich, begleitet von einer ansehnlichen Delegation, zur Residenz des Sultans der Osmanen, um diese heikle diplomatische Mission durchzuführen. Das Gespräch mit Sultan Othman dürfte jedoch nicht nach Wunsch verlaufen sein. Sei es, dass Maria Sultan Othman für den Verzicht auf die Eroberung von Nizäa keine angemessene alternative territoriale Entschädigung anbieten konnte oder sei es ihr Versuch, die Osmanen durch die Drohung mit dem Einsatz einer mongolischen Armee zum Einlenken zu zwingen, was auf türkischer Seite als Herausforderung empfunden wurde. Als Reaktion darauf unternahm die osmanische Armee einen Angriff auf Tricocca, die Hauptfestung der Stadt Nizäa, die man einnahm, lange bevor die mongolische Armee mit 30.000 Mann vor Ort einlangen konnte.

### Zweites mongolisches Eheprojekt
Der zweite Teil des Planes zur Eindämmung des osmanischen Vordringens auf byzantinisches Territorium – das Projekt, einer zweiten „mongolischen“ Eheverbindung Marias mit dem mongolischen Prinzen Öldscheitü aus dem Haus der Ilchane, der von 1304 bis 1316 den Mittleren Osten kontrollierte. Wurde nach dem Scheitern der diplomatischen Mission Marias bei den Osmanen aufgegeben.
Dass dabei strategische und protokollarische Motive im Vordergrund standen zeigt der Umstand, dass die vorgesehene „Braut“ Maria inzwischen das stattliche Alter von etwa 51 Jahren erreicht hatte.

### Letzte Jahre
Maria Palaiologina zog sich schließlich in das von ihr gegründete Kloster Theotokos Mouchliotissa (zu Deutsch „Gottesgebärerin von den Mongolen“) zurück, wo sie – unbekannt in welchem Jahr – nach 1307 verstarb.

## Nachleben

### Kirche der Heiligen Maria von den Mongolen

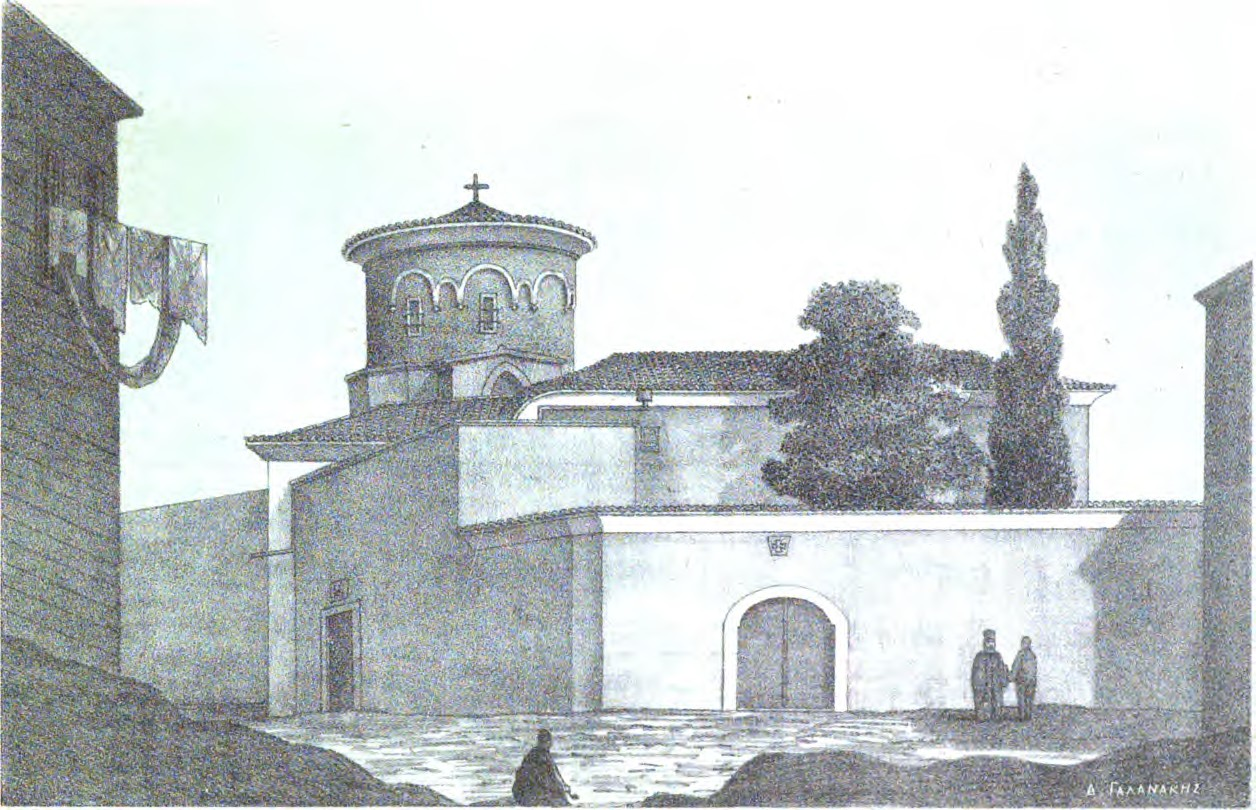
Panagiai mouchliotissa

Maria Palaiologina errichtete mehrere religiöse Stiftungen. Bemerkenswert ist die von ihr vermutlich zwischen 1281 und 1285 veranlasste Erneuerung und Neustiftung der Kirche und Klosters Theotokos Panaghiotissa. (griechisch: Θεοτόκος Παναγιώτισσα). Sie zog sich in dieses Kloster zurück und blieb dort mit dem Ehrentitel „Ktētorissa“ (Stifterin) bis zum Ende ihres Lebens. Später wurde die Kirche wegen ihrer Stifterin Theotokos Mouchliotissa (Gottesgebärerin von den Mongolen) oder auch „Panhagia Muchliotissa“ „Kirche der Heiligen Maria von den Mongolen“ genannt. Sie besteht bis heute und ist – dank eines Erlasses von Sultan Mehmed II.  – die einzige byzantinische Kirche in Konstantinopel, die nach der Eroberung durch die Osmanen niemals in eine Moschee umgewandelt wurde.
Die Kirche ist ein Zentralbau mit vier geschlossenen Konchen und einem mittleren Kuppelturm. Sie liegt in der Tevkii Cafer Mektebi Sokak auf der Spitze eines Hügels über dem Goldenen Horn im Bezirk Fener im Distrikt Fatih in Istanbul, nahe dem Griechischen Gymnasium Fener (türkisch Özel Fener Rum Lisesi), der 1454 gegründeten, ältesten noch bestehenden höheren griechische Schule in Istanbul.
Auf Türkisch heißt die Kirche Kanlı Kilise (Blutige Kirche) was daran erinnert, dass es 1453 anlässlich der Eroberung Konstantinopels durch die Osmanen hier bei der Kirche zum letzten verzweifelten Widerstand der Byzantiner kam, der in einem Blutbad endete.

### Verwandtschaft in Europa

König Ludwig XIV. von Frankreich – entfernt „verschwägert“ mit den mongolischen Ilchanen

Maria Palaiologina hinterließ aus ihrer Ehe mit Khan Abaga keine Nachkommenschaft. Durch ihre Ehe mit dem Ilchan Abaga erwarb sie jedoch ihrer Verwandtschaft eine bemerkenswerte Beziehung, nämlich die Schwägerschaft zu den mongolischen Ilchanen und damit zu den Nachkommen des Dschingis Khan.
Marias Halbbruder Kaiser Andronikos II. der auf den mit Maria gemeinsamen Vater Michael VIII. von 1282 bis 1332 als Kaiser von Byzanz nachfolgte, wurde dadurch zum Schwager des Ilchans Abaga. Er hinterließ eine zahlreiche Nachkommenschaft, die daher gleichfalls auf die Verschwägerung ihres Vorfahren mit den mongolischen Ilkhanen verweisen konnte und sich nicht nur im byzantinischen Einflussbereich, sondern auch in Europa verbreitete. Dies insbesondere durch Theodor I. Palaiologos († 21. April 1338), einem Sohn aus der zweiten Ehe von Kaiser Andronikos II. mit Yolande von Montferrat (* 1273/74; † 1317), der Erbin der Markgrafschaft Montferrat, da er Konstantinopel verließ, um in Norditalien das Erbe seiner Mutter als Markgraf von Montferrat anzutreten. Die von ihm begründete italienische Dynastie aus dem Haus der Palaiologen erlosch in männlicher Linie erst 1533 und verbreitete diese „Schwägerschaft“ zu den Ilchanen über ausheiratende Töchter auf zahlreiche europäische Dynastien.
Dazu zählt u. a. das Haus Savoyen, da eine Tochter des Markgrafen Theodor I., von Montferrat, Violanta Palaiologina († 1342), 1330 den Grafen Aymon von Savoyen († 1343) heiratete, wodurch sich alle ihrer Nachkommen – darunter Amadeus VIII., der erst als Herzog von Savoyen und von 1439 bis 1449 mit dem Namen Felix V. als Gegenpapst regierte, der österreichische Feldherr Prinz Eugen von Savoyen († 1736) sowie die Könige von Italien ab Viktor Emanuel II., die sich daher auf die – sehr entfernte – „Schwägerschaft“ ihrer Vorfahren zu den mongolischen Ilchanen berufen könnten.
Von Blanca von Savoyen († 1387), einer Tochter des Aymon von Savoyen, die mit Galeazzo II. Visconti, Herrn von Mailand († 1378) verheiratet war, geht eine andere Linie von Verwandten der Maria Palaiologina aus, zu der über Blanca Maria Visconti († 1469) die Sforza als Herren, später Herzoge von Mailand ebenso zählen, wie über Valentina Visconti († 1408) der Ehefrau des Herzogs Ludwig von Orléans († 1407) u. a. die Könige von Frankreich von Ludwig XII. bis Heinrich III. sowie der „Sonnenkönig“ Ludwig XIV. ebenso zählen, wie u. a., Ferdinand II. von Aragon König von Neapel († 1518) sowie Karl II. Stuart, König von England († 1685), Friedrich V. Kurfürst von der Pfalz, der „Winterkönig“ von Böhmen († 1623) und der Großherzog von Toskana Cosimo II. de’ Medici († 1621).
Es gibt somit bis heute in Europa eine große Zahl von Menschen, die durch ihre Vorfahren aus dem Haus der Palaiologen mit den mittelalterlichen mongolischen Ilchanen „verschwägert“ sind.

## Bildliche Darstellung

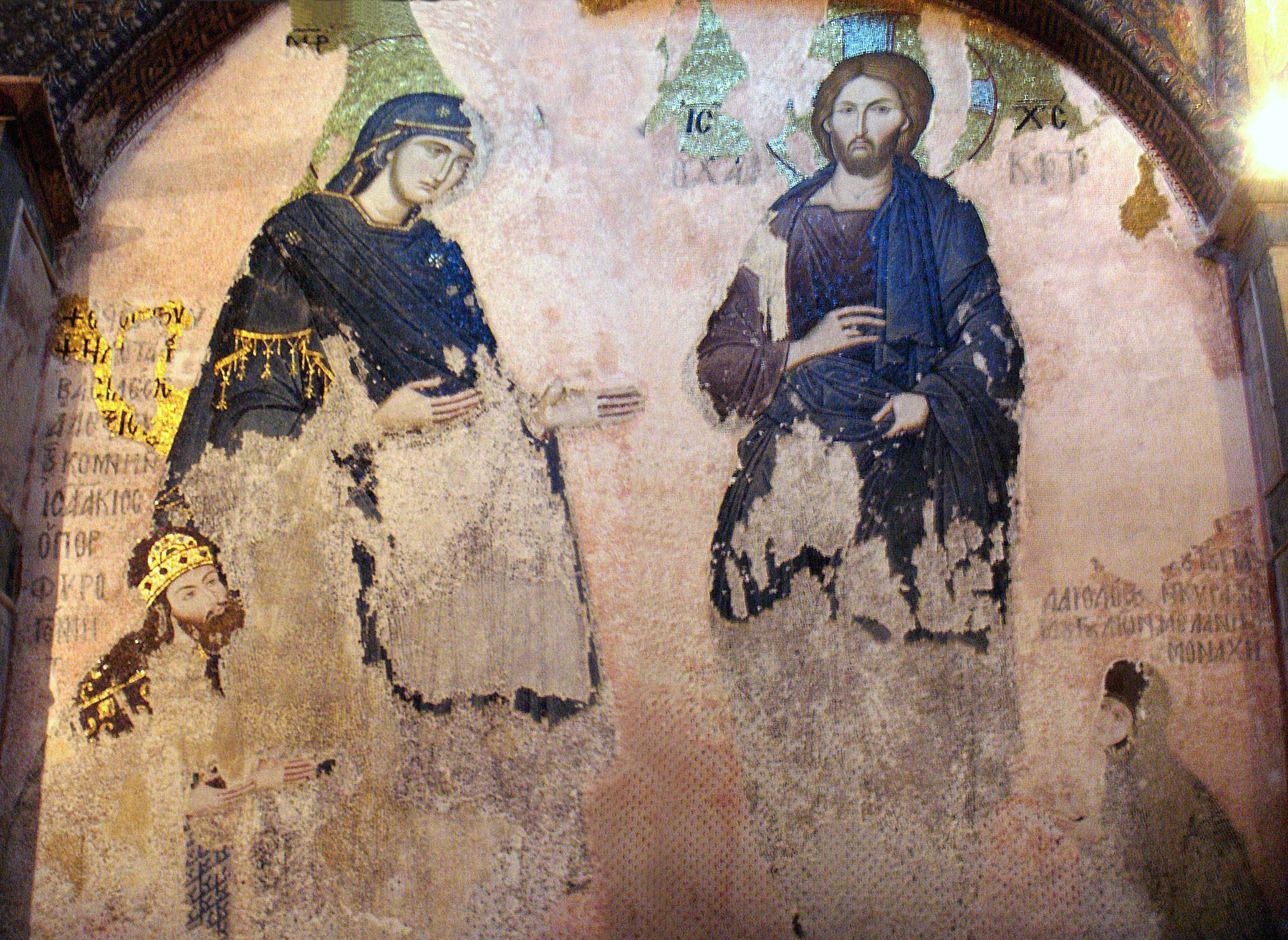
Deesis in der Chora-Kirche, wo auf dem Mosaik Maria Palaiologina rechts unten als Nonne zu sehen ist.

Maria Palaiologina ist in der um 1100 von Maria Dukaina, der Schwiegermutter von Kaiser Alexios I. wiederhergestellten Erlöserkirche „auf den Feldern“, bekannt unter dem Namen Chora-Kirche (griechisch Ἐκκλησία του Ἅγιου Σωτῆρος ἐν τῃ Χώρᾳ, Μουσείο Χώρας) heute Kariye-Museum (türkisch Kariye Müzesi) abgebildet, die vom Großlogotheten (etwa Kanzler und Schatzmeister) des Hofes, Theodoros Metochites († 1332 in Konstantinopel) in den Jahren 1315 bis 1321 ihre letzte Ausschmückung erhielt, in Anerkennung ihrer Wohltaten für die Orthodoxe Kirche auf dem Deesismosaik (Mosaik der Fürbitte) im inneren Narthex (der Vorhalle), neben Kaiser Isaak II. Angelos als Nonne dargestellt.

## Wertung
Maria Palaiologina wurde von ihrer Kindheit an durch die Erfahrung geprägt, dass der Aufstieg einer Dynastie zu historischer Größe notwendig mit Gefahren verbunden ist, deren Überwindung als Preis für den Ruhm zu bezahlen ist, und dass dies von allen Angehörigen Hingabe und Unterordnung unter das gemeinsame Ziel und damit weitgehenden Verzicht auf die Verfolgung persönlicher Neigungen und Interessen verlangt. Sie akzeptierte dies auch persönlich, indem sie mit 15 Jahren einen dreimal so alten weltweit gefürchteten Gewaltherrscher aus einer ihr fremden Kultur als Gemahl akzeptierte. Zugleich verstand sie es, sich in der für sie neuen Welt des mongolischen Reiches der Ilchane nicht nur einzufügen, sondern darüber hinaus eine aktive Rolle im Interesse einer friedlichen Kooperation mit ihrer Heimat, der Abwehr gemeinsamer Bedrohungen und der Förderung eines gedeihlichen Zusammenlebens der Menschen verschiedener Religion zu spielen. Wegen ihres tiefen Glaubens war sie insbesondere bemüht, die christliche Minderheit im Reich der Ilchane zu stärken und darüber hinaus – im Zeitalter der letzten Kreuzzug Kreuzzüge – die noch vorhandenen regionalen christlichen Staaten gegen die drohende Eingliederung in die islamische Welt zu beschützen. Nach ihrer Heimkehr noch stärker der christlichen Religion als Förderin und Stifterin zugewandt, erwarb sie sich auch als Nonne den Ruf der Heiligkeit, ohne je kanonisiert zu werden.